# Pseudophilotes amelia
Pseudophilotes amelia är en fjärilsart som beskrevs av Arthur Francis Hemming 1927. Pseudophilotes amelia ingår i släktet Pseudophilotes och familjen juvelvingar. Inga underarter finns listade.